# Fnjóská

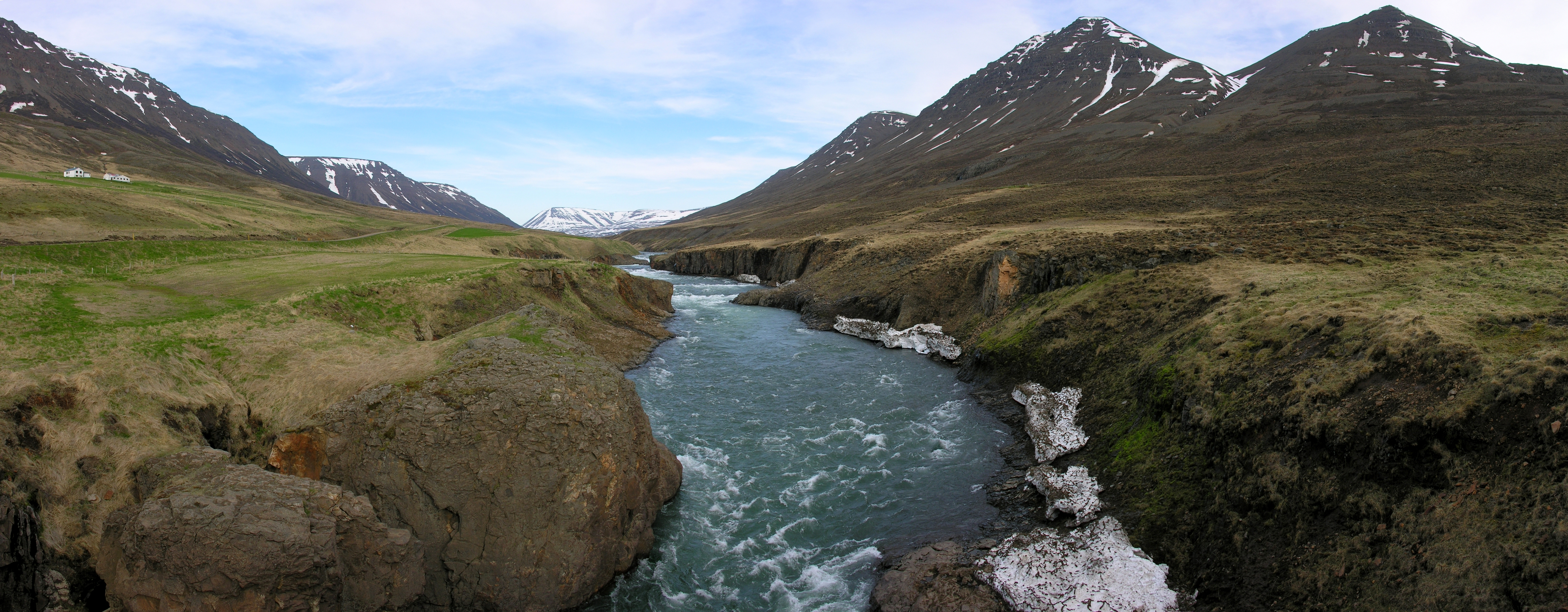

De Fnjóská is een rivier in het noorden van IJsland. De rivier heeft haar oorsprong in het noordelijke deel van de onherbergzame Sprengisandur, en mondt bij het openluchtmuseum Laufás uit in de Eyjafjörður. De rivier is 117 kilometer lang, en is daarmee IJslands op 8 na langste rivier. In de Fnjóská kan goed op zalm en forel gevist worden. De rivier heeft een debiet van 43 m³/s.
De oudste brug over de Fnjóská stamt uit 1908 en was daarmee de eerste brug op IJsland die van beton was gemaakt, en was toen tevens de langste betonbrug van Scandinavië. In 1969 is er een nieuwe brug gebouwd, en de oudste wordt nu als voetgangersbrug gebruikt. Vlak hierbij ligt Vaglaskógur, het op een na grootste bos van IJsland.